# Jun Ichimori
Jun Ichimori (født 2. juli 1991) er en japansk fodboldspiller, som spiller for den japanske fodboldklub Fagiano Okayama.